# Stamboom Elisabeth Albertine van Anhalt-Dessau (1665-1706)
| Stamboom Elisabeth Albertine van Anhalt-Dessau (1665-1706)                              | Stamboom Elisabeth Albertine van Anhalt-Dessau (1665-1706)                                             | Stamboom Elisabeth Albertine van Anhalt-Dessau (1665-1706)                                             |
| --------------------------------------------------------------------------------------- | --- | --- |
| Grootouders                                                                             | Johan Casimir van Anhalt-Dessau (1596-1660) x 1623 Agnes van Hessen-Kassel (1606-1650)                 | Frederik Hendrik van Oranje-Nassau (1584-1647) x 1625 Amalia van Solms (1602-1675)                     |
| Ouders                                                                                  | Johan George II van Anhalt-Dessau (1627-1693) x 1659 Henriëtte Catharina van Oranje-Nassau (1638-1708) | Johan George II van Anhalt-Dessau (1627-1693) x 1659 Henriëtte Catharina van Oranje-Nassau (1638-1708) |
| Elisabeth Albertine van Anhalt-Dessau (1665-1706) x 1686 Hendrik van Saksen-Weissenfels | | |
| Kinderen                                                                                | ? | ? |